# El Panzón Pata Flaca
El Panzón Pata Flaca es un personaje cómico ficticio de la serie de televisión ecuatoriana La pareja feliz, interpretado por David Reinoso.

## Rol enLa Pareja Feliz
El Panzón es la típica cabeza de hogar de un barrio de Guayaquil. Su comportamiento no es nada decente. Es un hombre muy desorganizado y descuidado. Siempre tiene un carácter machista hacia la mujer. Trabaja en una empresa de exportaciones llamada La Cosita. Es un hombre que ha estado casado 5 años de su vida con "La Mofle", en esos 5 años de matrimonio su vida ha dado verdadero giro, volviéndolo malumorado, con un empleo que no le gusta, siempre quejándose de su mujer que al igual que él en todo ese tiempo de casados cambio mucho físicamente.
a pesar de sus constantes quejas de como vive y el desprecio que aparenta tener hacia su mujer 
el panzon no la maltrata y aunque nunca demuestra su amor hacia ella el la quiere.

## Biografía
Cuando El Panzón se casó con La Mofle tenía 30 años de edad, en el presente donde están luego de 5 años de casados cuenta con 35 años de edad, a engordado y se ha vuelto arrogante. A partir de los 5 años de matrimonio no cumple años. Es hijo de El Papá Panzón quien es un hombre muy mujeriego. De vez en cuando va a su casa para pedirle dinero o que le done un órgano. Su madre es La Mamita Lupe, que también es una persona muy vividora, antes odiaba a La Mofle pero luego de 5 años la ama más que a su propio hijo.

## Creación
La creación del personaje se remonta hasta los inicios del proyecto de "Ni en Vivo Ni en Directo", idea concebida por Jorge Toledo, David Reinoso y Galo Recalde, que trataba de recoger en forma de parodia, varios aspectos de la cultura ecuatoriana y en especial de Guayaquil. La plataforma eran sketches de 10 minutos de duración agrupados en la serie que duraba 45 minutos. Pero la creación del personaje no llegaría hasta 2001 cuando el programa de Ni en Vivo ni en Directo deja de trasmitir en TC para trasladar el proyecto a Ecuavisa, donde tomaría el nombre de Vivos.
Tratando de seguir con el supuesto estereotipo de los matrimonios, la idea era tratar de plasmar la casual vida de una pareja de recién casados, que en un principio se trataban bien, eran delicados y llevaban una vida de sueños que al parecer tenía un gran futuro. Para que luego de cinco años de casados, esta pareja, comenzara a tratarse de una forma brusca y muy poca delicada, esto dio paso a la creación de El Panzón y La Mofle, que sería la pareja de casados luego de 5 años. El papel de El Panzón desde su creación fue pensado para David Reinoso y el de La Mofle para Flor María Palomeque,
Luego de trasmitir el sketch de la Pareja Feliz por un periodo de 8 años en el programa Vivos, gracias a la gran acogida que tuvo por parte del público, Jorge Toledo decide producir una serie de televisión para la Pareja Feliz en 2009.

### Desarrollo
A partir del año 2001 comienza a trasmitir el seketch de La Pareja Feliz en la serie. Se toma como referencia el típico hombre machista que se acostumbraba a ver en Latinoamérica, para ello se toma un hombre normal, que se casa y tiene una vida perfecta con trabajo y estabilidad emocional, pero al estar casado 5 años, repentinamente cambia a un hombre impulsivo y vago. David Reinoso es quien se encargará de darle color al personaje, y ha sido protagonizado por él hasta la actualidad.